# EastEnders
EastEnders là một vở opera xà phòng của Anh được tạo bởi Julia Smith và Tony Holland, được phát trên BBC One từ năm 1985. Lấy bối cảnh tại Quảng trường Albert ở East End of London trong Borough of Walford hư cấu, chương trình kể về câu chuyện của cư dân địa phương và gia đình họ khi họ đi về cuộc sống hàng ngày của họ. Ban đầu có hai tập 30 phút mỗi tuần nhưng kể từ năm 2001 đã được phát sóng mỗi ngày trong tuần ngoài thứ Tư.
Trong vòng tám tháng kể từ khi chương trình ra mắt, nó đã đạt được vị trí số một trong xếp hạng TV của BARB và luôn nằm trong số các chương trình truyền hình được xếp hạng hàng đầu ở Anh. Trong năm 2013, tỷ lệ người xem trung bình cho một tập phim là khoảng 30%. Ngày nay, EastEnders vẫn là một chương trình quan trọng về sự thành công và chia sẻ khán giả của BBC, và trong lịch sử phim truyền hình Anh, giải quyết nhiều vấn đề nan giải được coi là vấn đề gây tranh cãi và cấm kỵ trong văn hóa Anh và đời sống xã hội Anh trước đây chưa từng thấy ở Vương quốc Anh truyền hình chính thống.
Tính đến tháng 5 năm 2016, EastEnders đã giành được chín giải thưởng BAFTA và Giải thưởng xà phòng bên trong cho xà phòng tốt nhất trong 14 năm hoạt động (từ 1997 đến 2012), cũng như mười hai giải thưởng truyền hình quốc gia cho phim truyền hình nổi tiếng nhất và 11 giải thưởng cho xà phòng tốt nhất tại Giải thưởng xà phòng Anh. Nó cũng đã giành được 13 giải thưởng TV Quick và TV Choice cho Xà phòng tốt nhất, sáu giải thưởng TRIC cho xà phòng của năm, bốn giải thưởng của Hiệp hội truyền hình Hoàng gia cho Phim truyền hình hay nhất và đã được giới thiệu vào Đại sảnh vinh danh Rose.